# Теорема Громова о компактности (Риманова геометрия)
Теорема Громова о компактности или Теорема выбора Громова гласит, что множество римановых многообразий данной размерности с кривизной Риччи ≥ c и диаметром ≤ D является относительно компактным в метрике Громова — Хаусдорфа. 

## История
Теорема была доказана Громовым,
в доказательстве используется неравенство Бишопа — Громова.
Появление этой теоремы подтолкнуло изучение александровских пространств 
ограниченной снизу кривизны в размерностях 3 и выше 
и, позже, обобщённых пространств с ограниченной снизу кривизной Риччи.

## Вариации и обобщения
- Теорема является обобщением теоремы Майерса.

Теорема Громова — следствие следующего утверждения.
- Любое универсально вполне ограниченное семейство метрических пространств является относительно компактным в метрике Громова — Хаусдорфа.
  - Семейство {\displaystyle X} метрических пространств называется универсально вполне ограниченным, если для любого {\displaystyle \varepsilon >0} существует целое положительное число {\displaystyle N(\varepsilon )} такое, что любое пространство из {\displaystyle X} допускает {\displaystyle \varepsilon }-сеть из не более чем {\displaystyle N(\varepsilon )} точек.